# Harry Brown (cầu thủ bóng đá, sinh năm 1897)
Harold Archer "Harry" Brown (1897–1958) là một cầu thủ bóng đá người Anh thi đấu ở vị trí tiền đạo trung tâm cho nhiều câu lạc bộ ở thập niên 1920, bao gồm Sunderland và Queens Park Rangers.